# وسنا برسد اینا
وسنا برسد اینا (به انگلیسی: Vasna Borsad INA) یک زیستگاه انسانی در هند است که در بخش اناند واقع شده‌است.

## خصوصیات
وسنا برسد اینا ۹٬۰۰۰ نفر جمعیت دارد.